# Alchornea tachirensis
Alchornea tachirensis är en törelväxtart som beskrevs av R.de S.Secco. Alchornea tachirensis ingår i släktet Alchornea och familjen törelväxter. Inga underarter finns listade i Catalogue of Life.